# Ленарт Сведберг
Јан Ленарт Сведберг (швед. Jan Lennart Svedberg; Тимро, 29. фебруар 1944 − Тимро, 30. јул 1972) био је шведски хокејаш на леду који је током каријере играо на позицијама одбрамбеног играча. Као члан репрезентације Шведске учествовао је на 4 светска првенства и на једним олимпијским играма. 
Трагично је изгубио живот као жртва саобраћајне несреће. У лето 2012. постхумно је уврштен у Кућу славних шведског хокеја. 

## Професионална каријера
Током кратке каријере (1959−1972) играо је за неколико шведских хокејашких клубова, а највећи успех остварио је у сезони 1963/64. када је са екипом Бринеса освојио титулу националног првака. Током 7 узастопних сезона (1964−1971) уврштаван је у идеалну поставу националног првенства. У шведској лиги одиграо је укупно 278 утакмица уз учинак од 99 голова и 89 асистенција. Током 1968. одиграо је једну тренинг утакмицу у дресу московског ЦСКА, који је тада предводио Анатолиј Тарасов, против градског ривала Динама. Годину дана касније учествовао је и на тренинг кампу професионалног клуба из Детроита Ред вингса, а иако му је клуб понудио професионални уговор одлучио је да се врати у домовину и каријеру настави у матичном Тимру. Његов дрес са бројем 5 који је носио играјући у Тимру накнадно је повучен из употребе.  
У дресу репрезентације Шведске наступио је на 4 светска првенства на којима је освојио по две сребрне (СП 1969. и СП 1970) и две бронзане медаље (СП 1965. и СП 1971). На светском првенству 1970. проглашен је за најбољег одбрамбеног играча турнира, а још три пута је уврштаван у идеалну поставу првенстава. Такође је био члан шведског олимпијског тима на ЗОИ 1968. у француском Греноблу, када је шведски тим освојио четврто место. 